# ويليام إل. والش
ويليام إل. والش هو قاضي كندي، ولد في 28 يناير 1857 في أونتاريو في كندا، وتوفي في 13 يناير 1938 في فيكتوريا في كندا.